# Luzia Reis
Luzia Reis Ribeiro (Jequié, 1949) é uma ex-guerrilheira brasileira, militante do Partido Comunista do Brasil (PCdoB) e integrante da Guerrilha do Araguaia.
Militante do movimento estudantil em Salvador, cursou Ciências Sociais na Universidade Federal da Bahia, e passou a ser vigiada pela repressão por fazer parte do DCE da universidade. Impedida de trabalhar e de comparecer à faculdade, entrou para o PCdoB e foi enviada para São Paulo, junto com alguns colegas universitários como o casal Vandick e Dinaelza Coqueiro, que também integrariam a guerrilha.
Em janeiro de 1972 chegou ao Araguaia com mais dois militantes, instalando–se na área de Caianos, entre Xambioá e Marabá, onde trabalhou como agricultora junto com outros militantes. Teve aulas de doutrinação política com os comandantes da guerrilha e de tiro, orientação na selva e camuflagem com Osvaldão, comandante do destacamento B.
Integrante do destacamento C, comandado por Bergson Gurjão Farias, estava com o grupo que caiu numa emboscada em maio de 1972, no começo da ofensiva militar no Araguaia, traídos por um mateiro da região. Gurjão morreu – foi o primeiro guerrilheiro morto no Araguaia – e ‘Baianinha’, apelido dado a ela pelos moradores local, foi obrigada a fugir por um rio, sozinha e com apenas um revólver, numa área cercada pelas patrulhas do exército.
Ao fazer contato com um morador, dias depois, atrás de notícias do resto dos guerrilheiros, foi presa numa armadilha do exército. Levada para a base montada em Xambioá, foi torturada com choques elétricos, simulação de afogamento e apanhou e foi humilhada nua por mais de trinta oficiais, passando a noite dentro de um buraco no chão.
Levada para Brasília, ficou presa alguns meses, sendo solta no fim do ano por não ter processos anteriores. De volta à Bahia, passou um ano em Jequié junto à família, fazendo tratamento médico e psicológico, para superar os traumas da prisão.
Voltou para a faculdade em Salvador e a trabalhar tempos depois, mesmo discriminada pelo governo de Antonio Carlos Magalhães, concursada para o Banco do Estado da Bahia. Hoje está aposentada, e denuncia o fato das indenizações pagas a pessoas perseguidas durante a ditadura militar não contemplarem as famílias de caboclos do Araguaia, que na época da guerrilha foram mortos, torturados, presos ou perderam tudo, tanto quanto os combatentes.